# Rallye de France – Grand National
En 2010, le rallye d'Alsace fait son apparition dans le calendrier du WRC. Cette course étant organisée en Alsace, le rallye Alsace-Vosges a été annulée. Le championnat de France des rallyes comptait alors une manche en moins. Il a alors été décidé d'organiser, en parallèle au Rallye d'Alsace en WRC une manche comptant pour le championnat de France des rallyes. Ainsi nait le Rallye de France – Grand National. À noter aussi l'organisation d'un autre rallye en parallèle au Rallye de France – Grand National, le Rallye de France – Grand National "2" qui, pour la première année a compté 15 partants.

## 1reédition(2010)
- départ : 1er octobre 2010 au Zénith - Strasbourg
- arrivée : 2 octobre 2010 au Zénith - Strasbourg
- distance Totale: 765,37 km
- Parcours chronométré: 220,47 km
- Nombre d'ES : 12 (8 différentes)
- surface : Principalement asphalte, et un peu de terre
- participants :  71
- Classés : 40

- Classement Pilote :

| Place | Pilote         | Voiture           | Temps/écart premier |
| ----- | -------------- | ----------------- | ------------------- |
| 1er   | Bryan Bouffier | Peugeot 207 S2000 | 2 h 13 min 49 s 8   |
| 2e    | Pierre Roché   | Peugeot 307 WRC   | + 3 min 08 s 4      |
| 3e    | Ludovic Gal    | Peugeot 207 S2000 | + 5 min 27 s 8      |

- Classement Team :

| Place | Team                          | Points |
| ----- | ----------------------------- | ------ |
| 1er   | GPC Motorsport Motul          | 14     |
| 2e    | 2HP Compétition Véloperfo.com | 12     |
| 3e    | Chazel Dalta                  | 11     |
| 4e    | MSR by GBI.com-Minerva oil    | 5      |
| 5e    | EMAP-Yacco                    | 0      |

## 2eédition(2011)
- départ : 30 septembre 2011 au Zénith - Strasbourg
- arrivée : 2 octobre 2011 au Zénith - Strasbourg